# Metro pop
metro pop（メトロポップ）は、TOKYO FMで2006年4月から2007年3月まで放送されていた生放送ラジオ番組で、東京を愛する人のためのネットワークコミュニケーション番組。パーソナリティはちはる。

## 概要
2006年10月に、半蔵門アースギャラリーから渋谷スペイン坂に移り、公開生放送に。スペイン坂スタジオには、ミュージシャン・お笑い芸人・アイドルと幅広いゲストが登場し、ちはるのストレートトークにゲストも本音連発。後番組である「ENTERMAX」のパーソナリティ坂上みきとちはるのエンディングクロストークが名物。

## 放送時間
- 毎週月曜日 - 木曜日 13:00 - 15:00

### 主なコーナー
- クチコミュニティー
  - リスナーからのメール・FAX・サイトへの書き込みを紹介。
  - 最新の口コミ情報をもとに、電話取材なども敢行。
- foot marker
  - クチコミュニティーに寄せられた情報を検証するべく中継レポーター〈フットマーカー〉が現場に直撃レポートし、人・街・お店に足跡を付けていく。
  - フットマーカーのもう一つの仕事、レポート先で「今日のおしゃれさん」を探して写真を撮りホームページに掲載。
  - レポートの内容は番組ホームページのブログにも掲載。
  - 〈フットマーカー〉
    - 2006年4月 - 2006年9月 槙尾ユースケ
    - 2006年10月 - 2007年3月 達淳一（レポートの最後に〆の一句を披露、ちはるからのダメだしも数知れず）、清野茂樹
- the bestaurant（ザ・ベストラン）
  - ジャンル別に分け、その地域最高（ベスト）のレストラン〈ベストラン〉を認定。
  - 認定されたレストランは、番組公認レストランとしてコミュニティーに参加。